# GK Rostow-Don

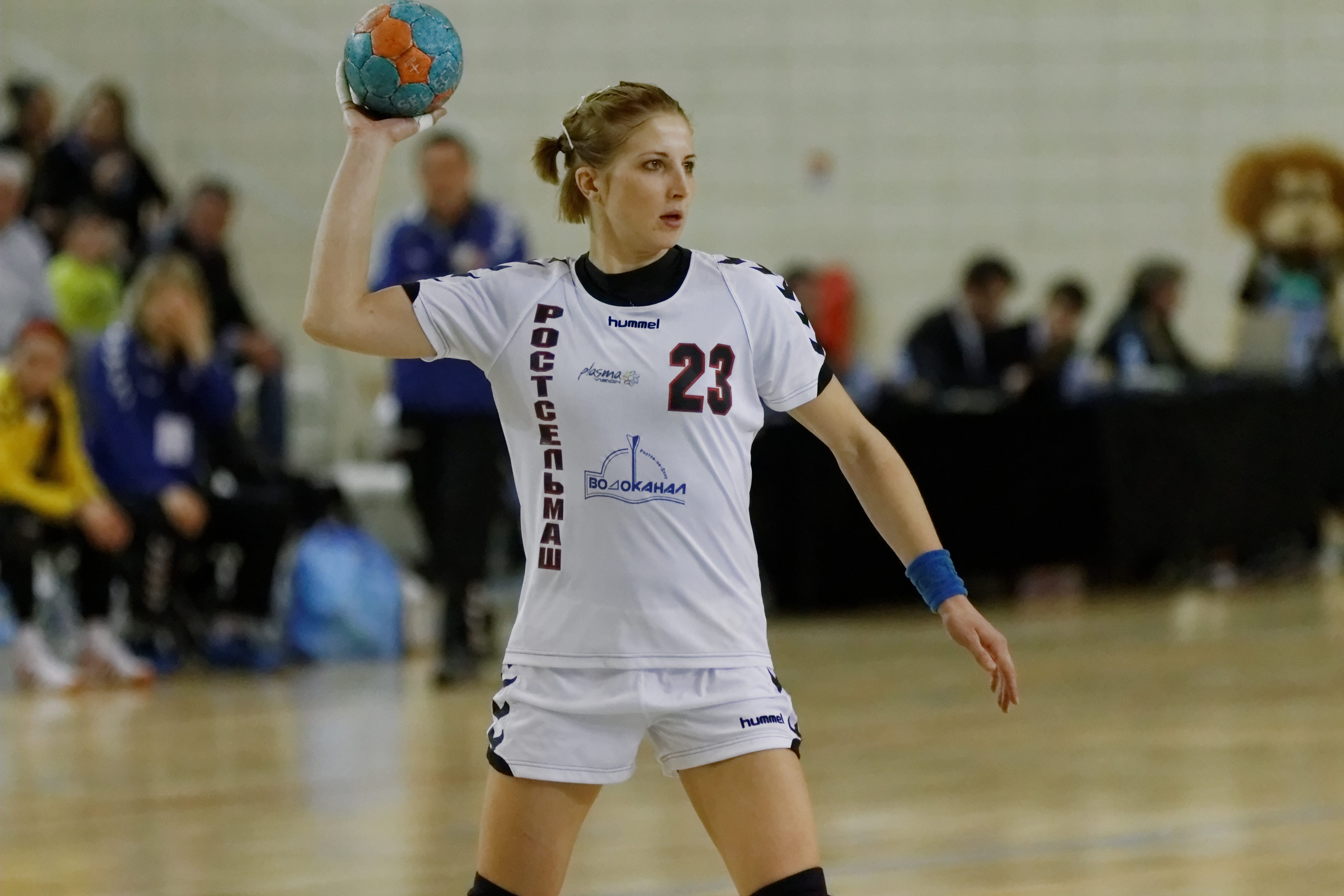
Rehina Szymkute

GK Rostow-Don (ros. ГК Ростов-Дон) – żeński klub piłki ręcznej z Rosji. Powstały w 1965 roku pod nazwą Rostselmash Rostów-Don  z siedzibą w Rostowie nad Donem. Od 2002 roku klub nosi nazwę NP GK Rostów-Don.

## Sukcesy
- Mistrzostwo ZSRR: 1990, 1991
- Wicemistrzostwo ZSRR: 1979, 1980, 1981, 1982, 1989
- Brązowy medal mistrzostw ZSRR: 1976, 1988
- Puchar ZSRR: 1980, 1981, 1982
- Puchar EHF: 1990
- Puchar Rosji: 2007, 2008, 2012
- Mistrzostwo Rosji: 1994
- Wicemistrzostwo Rosji: 1993, 1995, 2011, 2012
- Brązowy medal mistrzostw Rosji: 1995, 1996, 2000, 2001, 2002, 2003, 2004, 2005, 2010

## Zawodniczki

### Kadra 2012/13
- 1.  Galina Gabisowa
- 2.  Jekatierina Artomonowa
- 4.  Jelena Sliwańska
- 5.  Olha Perederij
- 7.  Majia Pietrowa
- 8.  Tatjana Ławrieniuk
- 9.  Elwira Żytłowa
- 10. Oksana Switańko
- 11. Iryna Szybanowa
- 15. Marina Jarcewa
- 16. Marina Składczikowa
- 17. Władlena Bobrownikowa
- 18. Anna Sień
- 21. Oksana Cwirińko
- 22. Sonja Barjaktarović
- 23. Rehina Szymkute
- 27. Suzanna Gigolan
- 36. Marija Garbuz
- 55. Ana Đokić